# Osenik
Osenik är en ort i Bosnien och Hercegovina.   Den ligger i entiteten Federationen Bosnien och Hercegovina, i den centrala delen av landet, 20 km väster om huvudstaden Sarajevo. Osenik ligger 746 meter över havet och antalet invånare är 383.
Terrängen runt Osenik är kuperad åt nordväst, men åt sydost är den bergig. Runt Osenik är det ganska tätbefolkat, med 93 invånare per kvadratkilometer.. Närmaste större samhälle är Sarajevo, 19,5 km öster om Osenik. 
Omgivningarna runt Osenik är en mosaik av jordbruksmark och naturlig växtlighet.